# Пляшко Федір Петрович
Фе́дір Петро́вич Пляшко́ (29 січня 1966 — 22 липня 2017) — український військовослужбовець, прапорщик Збройних сил України, колишній прикордонник, учасник російсько-української війни.

## Життєпис
Народився 29 січня 1966 року в селі Озерськ, сьогодні Сарненського району Рівненської області. Проживав у місті Дубровиці. 15 років прослужив у прикордонних військах. У прикордонних військах дослужився до прапорщика, помічника начальника прикордонної застави Північно-Західного напряму. Потім вийшов на пенсію.
Брав участь у Революції гідності 2014 року. Того ж року після початку російської гібридної війни проти України записався добровольцем в армію. Служив біля міста Волновахи Донецької області близько року. У травні 2017 року уклав контракт на проходження військової служби в ОК «Захід». За власним бажанням переведений на передову. Був командиром механізованого відділення у 14-й окремій механізованій бригаді. Ніс службу у першій лінії оборони у районі Щастя та Старого Айдару Луганської області. Загинув під час виконання бойового завдання 22 липня 2017 року в Луганській області. Похований 26 липня в Дубровиці. 24—26 липня в Дубровицькому районі оголошено днями жалоби за загиблим.

## Родина
У загиблого залишилися мати, брати, сестри, дружина, троє дорослих синів та двоє онуків.

## Пам'ять
22 липня 2018 року в Дубровиці на фасаді будинку, в якому проживав Федір Пляшко, відкрита меморіальна дошка пам'яті загиблого воїна.

## Нагороди
- Медаль «За військову службу Україні» (26 квітня 2002)[5]
- Його портрет розміщений на меморіалі «Стіна пам'яті полеглих за Україну» в Києві: секція 10, ряд 3, місце 7
- 22 липня 2018 року в Дубровиці відбулося урочисте відкриття меморіальної дошки Федору Пляшку[6]
- у листопаді 2022 року в селі Озерськ вулиця 50-річчя перемоги перейменована — на Федора Пляшка[7]